# Lundagård (tidning)
Lundagård är en svensk studenttidning i Lund, som är Sveriges äldsta fortfarande utgivna.

## Historik
Lundagård började ges ut 1920 av Lunds studentkår och utkommer fortfarande till Lunds studenter. Lundagård har en upplaga på omkring 40 000 exemplar och innehåller nyheter, kultur, reportage och debatt. Lundagård är dels en pappetstidning som utkommer till samtliga studenter vid Lunds universitet dels en webbtidning och dels en internationell webbtidning. Tidningen utges numera av Lunds universitets studentkårer och finansieras dels av kårernas medlemsavgifter och andra prenumerationsavgifter, dels via annonsintäkter. Lunds universitet prenumererar på tidningen till samtliga sina anställda.
Lundagårds redaktion, med lokaler i ett cirkulärt tornrum på Akademiska Föreningen, består av tre heltidsarvoderade redaktörer samt en arbetsledande grupp medarbetare. Utöver dessa består också tidningen av en stor mängd ideella medarbetare.
Lundagård har under hela sin existens fungerat som en plantskola för blivande journalister, politiker, författare och publicister. Bland redaktörerna märks Gunnar Aspelin, Hjalmar Gullberg, Ivar Harrie, Per Nyström, Per Meurling, Åke Ohlmarks, Torgny T:son Segerstedt, Bertil Östergren, Gunnar Fredriksson, Hasse Alfredson, Per Gahrton, Per Lysander, Per Lindström, Per T. Ohlsson, P.M. Nilsson, Karin Olsson och Rakel Chukri. 
Till de mest traditionstyngda inslagen i Lundagård hör alltsedan 1920 den så kallade Q-versen, som gisslar olika koryféer inom studentvärlden. Q-versen illustreras med en karikatyr.
Tidningens symbol och maskot är sedan mitten av 1920-talet den så kallade Quatten och varje avgången redaktör erhåller ett exemplar i gips av denna. Katten anses som en lämplig symbol för tidningen eftersom den är känd för att vara självständig och inte räds att bita den hand som föder den. Quatten har varit med tidningen sedan Lundakarnevalen 1924. Quatten är också namnet på två olika tecknade serier som gått i Lundagård. Den första serien tecknades av Holger Charpentier 1939 och den andra av Fredrik Tersmeden 1995–98.

## Redaktörslängd
- 1920 – Gunnar Aspelin
- 1921 – Sune Genell
- 1922 – Hans Küntzel
- 1922–23 – Ivar Harrie
- 1924 – Hjalmar Gullberg
- 1924–25 – Per Wieselgren
- 1925–26 – Bengt Hjelmqvist
- 1927 – Simon P G Bengtsson
- 1928 – Folke Ståhlgren
- 1928 – Per Nyström
- 1929 – Per Meurling
- 1930 – Gunnar Ahlström
- 1931 – Torgny T:son Segerstedt
- 1932–33 – Åke Ohlmarks
- 1933–34 – Oscar Bjurling
- 1935 – Börje Schlyter
- 1935–36 – Sven Wigardt
- 1936–37 – Jöran Mjöberg
- 1937–38 – Nils Håkan Hansson
- 1938 – Karl Axel Arvidsson
- 1939 – Gunnar Lorentz
- 1940 – Ove Möller
- 1941 – Per Eckerberg
- 1942 – Magnhild Rydén (senare Aalen)
- 1943 – Hans Regnéll
- 1943 – Gudmund Smith
- 1944 – Allan Fagerström
- 1944 – Allan Ekberg
- 1945 – Berndt Gustafsson
- 1946 – Sture Westander
- 1947 – Bertil Östergren
- 1948 – Harald Wollstad
- 1949 – Jadwiga P. Westrup
- 1950 – Åke K. G. Lundquist
- 1951 – Rolf Rembe
- 1952 – Folke Brahme
- 1953 – Gunnar Andersson
- 1954 – Clas Larsson
- 1955 – Lasse Holmqvist
- 1956 – Hans Alfredson
- 1956–57 – Gunnar Fredriksson
- 1957 – Bertil Fiskesjö
- 1958–59 – Sven Järpe
- 1959 – Lennart Bondesson
- 1960 – Karl-Reinhold Hællquist
- 1961–62 – Göran Bengtsson
- 1962–63 – Bengt Göransson
- 1964–65 – Jan Mårtensson
- 1966–67 – Nordal Åkerman
- 1967–68 – Lars-Ola Borglid
- 1968–69 – Per Gahrton
- 1969–70 – Fredrik Braconier
- 1970–71 – Per Lysander
- 1972 – Sven Unger
- 1972 – Rolf Erichs
- 1973–74 – Johan Bengt-Påhlsson
- 1974–75 – Örjan Björkhem
- 1976–80 – Per Lindström
- 1980–81 – Per T. Ohlsson
- 1982–83 – Per Gunnar Holmgren
- 1984–85 – Leif Jansson
- 1986–87 – Ulf Bergström
- 1988–89 – Håkan Lindberg
- 1989–91 – Anna Rydberg (senare Alsmark)
- 1992–93 – P.M. Nilsson
- 1994–95 – Marko Wramén
- 1995–97 – Yens Wahlgren
- 1997–99 – Thomas Frostberg
- 1999–2001 – Katarina Bernhardsson
- 2001–03 – Hedvig Lohm
- 2003–05 – Karin Olsson
- 2003–05 – Rakel Chukri (biträdande)
- 2005–07 – Patrik Kronqvist
- 2005–07 – Anna Palmehag (biträdande)
- 2007–09 – Viktor Ström
- 2007–09 – Emma Svensson (biträdande)
- 2009–11 – Liselotte Olsson
- 2009–11 – Axel Jönsson (biträdande)
- 2010–11 – Gustaf Tronarp (webb)
- 2011–13 – Ida Ölmedal
- 2011–13 – Max Jedeur-Palmgren (biträdande)
- 2011–13 – Jacob Hederos (webb)
- 2013–15  – Kenneth Carlsson
- 2013–15 – Annika Skogar (biträdande)
- 2013–15 – Carl-Johan Kullving (webb)
- 2015–16 – Tove Nordén
- 2015–16 – Virve Ivarsson (biträdande)
- 2015–16 – Casper Danielsson (webb)
- 2016– 17 – Linus Gisborn
- 2016– 17 – Filip Dalman (biträdande)
- 2016– 17 – Tindra Englund (webb)
- 2017– 19 – Felicia Green
- 2017– 19 – Simon Appelqvist (biträdande)
- 2017– 19 – Lisa Bergenfelz (webb)
- 2019– 21 – Vendela Källmark
- 2019– 20 – Louise Lennartsson (biträdande)
- 2019– 21 –  Nina Morby (webb) (biträdande)
- 2020– 21 – Martin Axelsson Därth (webb)
- 2021–23 Viktor Wallén
- 2021–23 Theo Vareman (biträdande)
- 2021–23 Alexandra Roslund (webb)
- 2023–25 Elmer Rikner
- 2023–25 Isak Aho Nyman (biträdande)
- 2023–25 Vera Svahn (webb)
- 2025– Marius Lyckå
- 2025– Smilla Sundén Pettersson (biträdande)
- 2025– Amanda Barratt (webb)